# Alejandro Hohberg
Alejandro Hohberg, vollständiger Name Alejandro Hohberg González, (* 20. September 1991 in Lima) ist ein peruanisch-uruguayischer Fußballspieler.

## Karriere

### Verein
Der 1,69 Meter große Mittelfeldakteur Hohberg ist der Enkel des uruguayischen Fußballnationalspielers und Weltmeisterschaftsteilnehmers von 1954, Juan Hohberg. Er spielte in Peru zunächst bis zum 8. Lebensjahr Fußball in der Academia „Tito Drago“. Anschließend zog er mit der Familie nach Uruguay. Zu Beginn seiner Karriere gehörte Hohberg von Mitte 2007 bis Ende 2011 der Reservemannschaft (Formativas) von Peñarol Montevideo an. In den letzten Dezembertagen 2011 wechselte er zum Club Atlético Rentistas, für den er in der Clausura 2012 acht Spiele in der Primera División bestritt. Seit Februar 2013 war der Club Atlético Torque sein Arbeitgeber. Bei den Montevideanern lief er in neun Begegnungen der Segunda Division auf. Ein persönlicher Torerfolg gelang ihm, wie schon bei der vorherigen Station, nicht. Anfang 2014 schloss er sich dem FBC Melgar an. Bei den Peruanern kam er 13-mal (zwei Tore) in der Primera División und neunmal (ein Tor) in der Copa Inca zum Einsatz. Für das Jahr 2015 verpflichtete ihn Universidad San Martín. Beim Klub aus Lima absolvierte er 26 Erstligaspiele und erzielte dabei fünf Treffer. Zudem traf er viermal bei zwölf Einsätzen in der Copa Inca. Ab Januar 2016 setzte er seine Karriere bei CD Universidad César Vallejo fort. Dort stehen für ihn zehn Tore in 31 Erstligaspielen und zwei Einsätze (ein Tor) in der Copa Libertadores 2016 zu Buche. Anfang Januar 2017 trat er ein Engagement bei Alianza Lima an. Bislang (Stand: 26. Juli 2017) bestritt er für den peruanischen Hauptstadtklub 20 Ligapartien (drei Tore) und zwei Begegnungen (kein Tor) in der Copa Sudamericana 2017.

### Nationalmannschaft
Im Jahr 2011 unternahm der seinerzeitige Trainer der peruanischen U-20-Nationalmannschaft, der ehemalige uruguayische Nationaltrainer Gustavo Ferrín erste Versuche, Hohberg für die Auswahlmannschaften des Andenstaates zu gewinnen. Obwohl Hohberg Interesse bekundete, kam es letztlich nicht zu einer Berufung. Die Verantwortlichen der uruguayischen Nationalmannschaften zeigten dagegen keine Bemühungen, auf seine Dienste zurückzugreifen.
Mittlerweile ist Hohberg Mitglied der peruanischen A-Nationalmannschaft. Sein Länderspieldebüt feierte er am 24. Mai 2016 gegen die Auswahl von Trinidad & Tobago. Er war Teil des Kaders, der an der Copa América 2016 teilnahm. Im Rahmen des Turniers bestritt er die Partien gegen Haiti (5. Juni 2016) und Ecuador (9. Juni 2016). Bislang (Stand: 9. April 2017) kam er in mindestens drei Länderspielen zum Einsatz. Einen persönlichen Torerfolg kann er nicht vorweisen.